# Russia: The Great War in the East
Russia: The Great War in the East — покрокова комп'ютерна гра, розроблена та видана австралійською компанією SSG 1987 року. 

## Опмс
Гра являє собою традиційний гексагональний варгейм. Дія гри відбувається під час Другої світової війни на її східному фронті. Ігрова кампанія включає у себе повноцінний розвиток подій від початку бойових дій між арміями Німеччини та Радянського Союзу в 1941 до їх закінчення в 1945 році.
У комплект з грою входило детальне керівництво користувача на 72 сторінках і барвисті карти місць боїв.